# Darndale
Darndale är en stadsdel i Irlands huvudstad Dublin, 8 km nordost om stadens centrum. Darndale ligger 32 meter över havet och antalet invånare är 5 667.